# Mohammad Reza Szadżarian

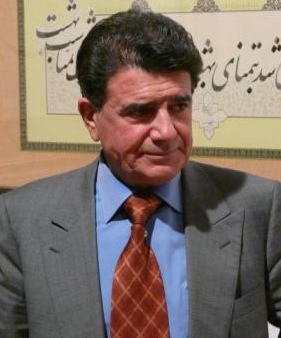
Mohammad Reza Szadżarian

Mohammad Reza Szadżarian (pers.: محمدرضا شجریان IPA: [mohæmːæd ɾeˈzɒː ʃæʤæɾiˈɒːn]; ur. 21 września 1940 w Meszhedzie, zm. 8 października 2020 w Teheranie) – irański mistrz klasycznego śpiewu perskiego. 

## Życiorys
Wychowywał się w rodzinie z artystycznymi tradycjami. Śpiewać zaczął już w wieku pięciu lat i początkowo były to pieśni religijne. Jego pierwszym nauczycielem został ojciec. Wkrótce Szadżarian zainteresował się bardziej popularnymi pieśniami, przede wszystkim muzyką ludową swojego rodzinnego regionu Chorasan. Od dwunastego roku życia zaczął studiować repertuar klasyczny (radif) i stopniowo zarzucił śpiew religijny. 
Uczył się u największych ówczesnych mistrzów, m.in. u Esmaila Mehrtasza oraz Ahmada Ebadiego, styl szlifował u mistrzów poprzedniego pokolenia, m.in. u Eghbala Azara i Taj Esfahaniego.
W Teheranie zetknął się z Ahmadem Ebadim, mistrzem setaru, u którego zgłębiał niuanse śpiewu tradycyjnego i poznawał popularne melodie ludowe. Aby lepiej rozumieć i wykonywać tradycyjny repertuar, zaczął pod opieką Jalala Akhbariego studia nad grą na santurze, a w 1960 został uczniem mistrza tego instrumentu - Faramarza Payvara. Wielki wpływ na śpiew Szadżariana wywarł Gholam Hossein Banan - na kilka lat przejął jego styl interpretacji. Przełomowym momentem w karierze Szadżariana było spotkanie z Abdollah-Khanem Davami, który przekazał mu najstarsze pieśni ludowe (tasnif) oraz tajniki tradycyjnego śpiewu, których Davami uczył się jeszcze od mistrzów z poprzedniego wieku.
Kariera Szadżariana zaczęła się właściwie w 1959 od jego występu dla radia chorasańskiego. W początku lat 60. cieszył się już znaczną popularnością. Z czasem zaczął wykładać tradycyjny śpiew m.in. na wydziale sztuki na uniwersytecie w Teheranie oraz nawiązał stałą współpracę z radiem i telewizją irańską. Uważa się, że to właśnie on na nowo rozbudził zainteresowanie tradycyjną muzyką oraz poematami gnostycznymi wśród młodych Irańczyków. Regularnie koncertował w kraju i za granicą, dużo nagrywał.
Pasje Szadżariana nie ograniczały się tylko do muzyki - interesował się on także kaligrafią, nad którą studia rozpoczął w 1967. Był uznawany za wytrawnego kaligrafa, wyróżniającego się charakterystycznym, niepowtarzalnym stylem.
W 1999 otrzymał we Francji nagrodę UNESCO. W 2000 Ministerstwo Kultury w Iranie uznało go za najlepszego śpiewaka od czasów Rewolucji. Wśród innych wyróżnień Szadżariana znalazła się m.in. druga nagroda na międzynarodowym konkursie recytacji Koranu w Malezji w 1979.

## Wybrana dyskografia
- Aseman-e Eszgh
- Astan-e Dżanan
- Bidad
- Czeszmeh Nousz
- Dar Chiyal
- Dastan
- Del-e Madżnun
- Delszodegan
- Jane Oszagh
- Kereszmeh
- Nawa
- Pajam-e Nasim
- Sarwe Czaman
- Serre Eszq
- Szab-e Wasl
- Jad-e Ajjam